# Colochirus robustus
Colochirus robustus · Concombre de mer jaune
Espèce
Colochirus robustus, communément nommé Concombre de mer jaune, est une espèce d'échinodermes de la famille des Cucumariidae.

## Description
Ce concombre de mer jaune est de petite taille de 5 à 8 cm de long. Son aspect est globalement cylindrique et son corps est marqué par cinq nervures longitudinales pourvues de petites excroissances irrégulières. La partie antérieure du corps est dotée de huit tentacules servant à capter la nourriture.
La teinte est jaune vif avec parfois une nuance de gris entre les nervures longitudinales.

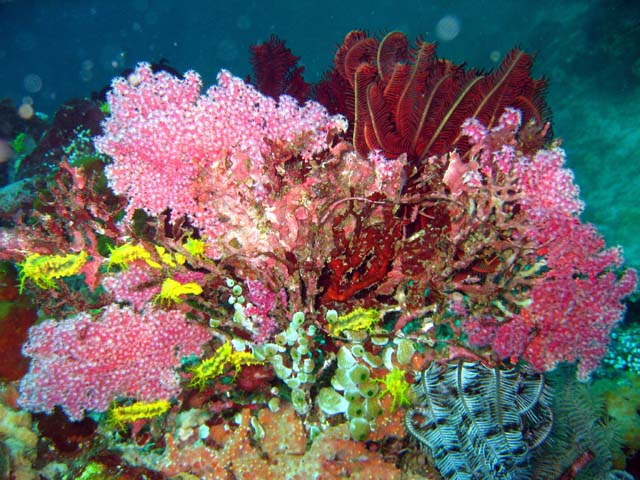
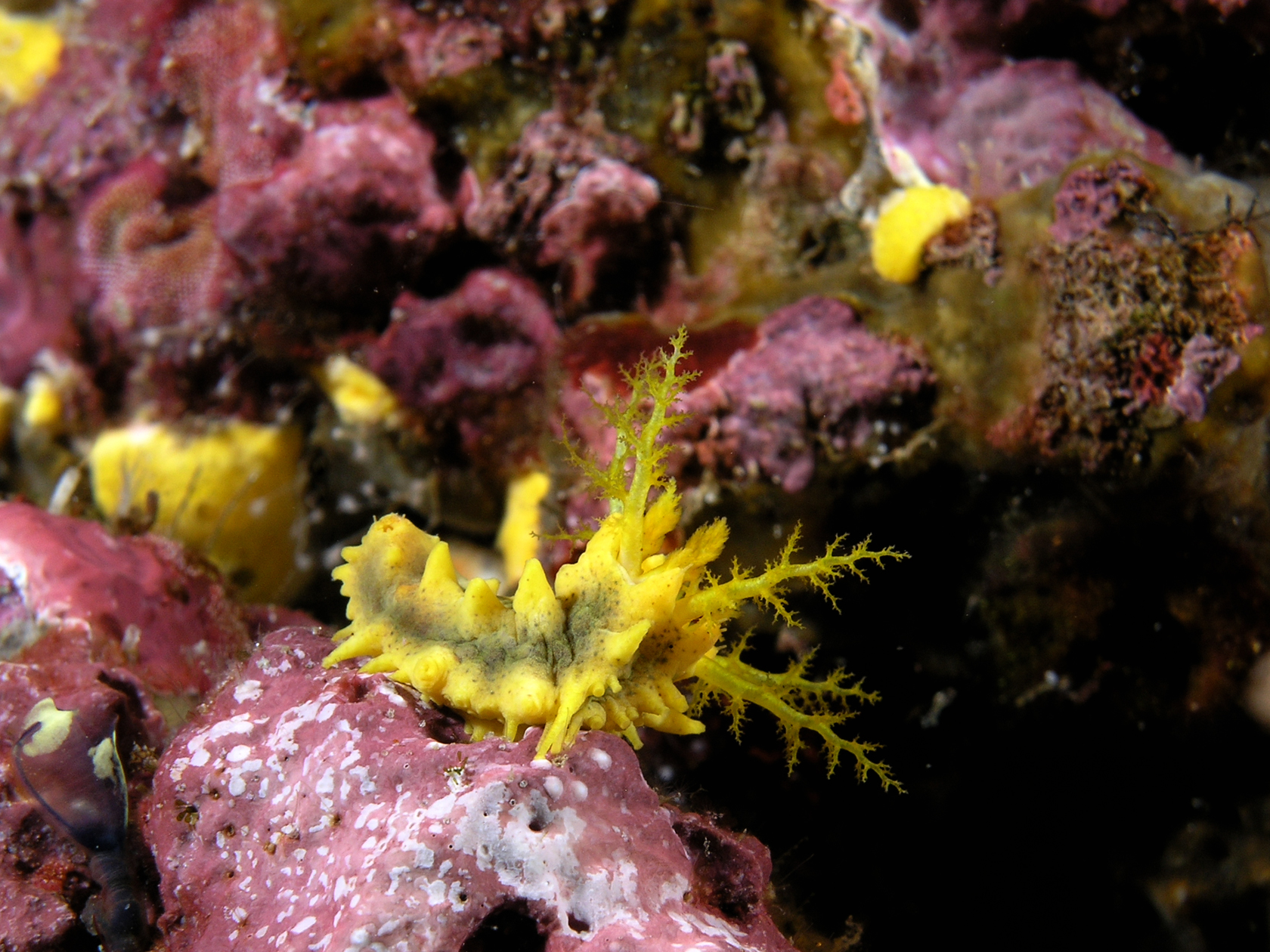
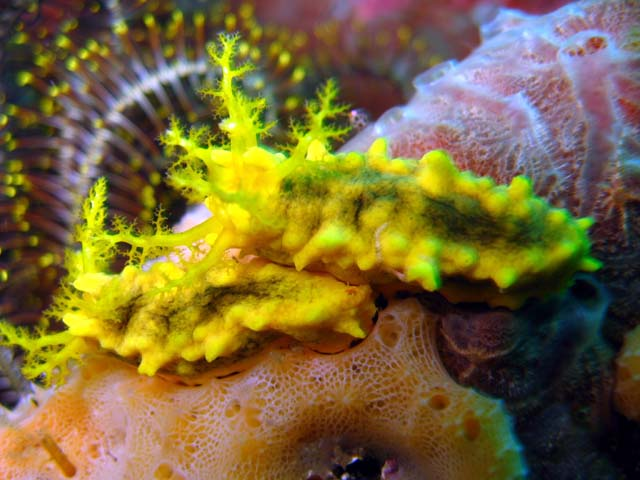

## Habitat et répartition
Le Concombre de mer jaune est présent dans les eaux tropicales de la zone centrale de la région Indo-Pacifique. On le trouve entre 7 et 112 m de profondeur.